# 하늘색
하늘색은  하얀색과 파랑의 중간색이다.
맑은 날의 하늘이 이 색과 비슷하기 때문에 하늘색으로 부른다.

## 상징

### 국기
- 카자흐스탄, 소말리아, 아루바 국기의 바탕색이 이 색상이다.
- 아르헨티나, 우루과이, 룩셈부르크 국기의 띠의 색이 이 색상이다.

### 단체기
- 대한민국과 조선민주주의인민공화국이 국제 스포츠 대회에서 공동으로 구성하는 남북 단일팀의 단기(團旗)인 한반도기의 한반도 지도가 이 색상이다.

### 교통 수단
- 대한항공 항공기의 색이 이 색상이다.
- 인천국제공항 ~ 서울 시내 주요 호텔을 연결하는 KAL 리무진이 이 색상을 사용한다.
- 대한민국 수도권 전철 인천 메트로 1호선의 고유색이다.
- 대한민국 수도권 전철 4호선의 고유색이다.
- 대한민국 서울 경전철 신림선의 고유색이다.
- 대한민국 부산광역시의 일반시내버스 도색이 이 색상을 사용한다.
- 신호등 파란불에서 하늘색 신호등이다.
- 일본 시코쿠 여객철도(JR 시코쿠)의 대표 색상이다.
- 일본 게이힌 도호쿠 선의 대표 색상이다.
- 일본 도쿄 지하철 도자이 선의 대표 색상이므로, 큐슈 신칸센의 열차 등급인 츠마베(제비)호로 사용한다.

### 의복
- 대한항공 여승무원 (스튜어디스)들의 유니폼 블라우스나 자켓에 사용되는 색상은 하늘색 계열의 청자색이다.

### 축구
- 아르헨티나의 라싱 클럽의 홈 유니폼 상의 색상이다.
- 우루과이 축구 국가대표팀의 홈 유니폼 상의 색상이다.
- 이탈리아의 SSC 나폴리의 홈 유니폼 상의 색상이다.
- 일본의 사간 도스의 홈 유니폼 상의 색상이다.
- 잉글랜드의 맨체스터 시티 FC의 홈 유니폼 상의 색상이다.

### 야구
- KBO 리그 롯데 자이언츠의 하절기 원정 유니폼 색상이다.

### 다른 상징
- 대한민국의 바른정당의 상징색이다.
- 서울특별시가 정한 서울대표색에 서울하늘색이 있다.
- 한국의 음악 그룹 god의 상징색이며, 그 팬클럽인 fangod에서 사용하는 풍선의 색이다.
- 한국의 음악 그룹 플라이 투 더 스카이의 상징색이다.